# Sagenista (vespa)
Sagenista é um géneros de vespas da família Crabronidae que inclui cerca de 10 espécies.

## Espécies
O género V inclui pelo menos 10 espécies validamente descritas:
- Sagenista austera (Handlirsch, 1893) i c g
- Sagenista brasiliensis (Shuckard, 1838) i c g
- Sagenista cayennensis (Spinola, 1842) i c g
- Sagenista cingulata R. Bohart, 2000 i c g
- Sagenista kimseyorum R. Bohart, 2000 i c g
- Sagenista pilosa R. Bohart, 2000 i c g
- Sagenista scutellaris (Spinola, 1842) i c g
- Sagenista sericata (F. Smith, 1856) i c g
- Sagenista tucumanae R. Bohart, 2000 i c g
- Sagenista vardyi R. Bohart, 2000 i c g

Data sources: i = ITIS, c = Catalogue of Life, g = GBIF, b = Bugguide.net